# 張瓊 (弘治進士)
張瓊（1451年—？），字國用，江西臨江府新淦縣人，軍籍，明朝政治人物。

## 生平
成化十六年（1480年）庚子科江西鄉試第七十六名舉人。弘治六年（1493年）中式癸丑科會試第八十三名，三甲第一百六十二名進士。

## 家族
曾祖張仲顯；祖父張紹良；父張叔讓，母傅氏。具庆下。